# Lucas Auer
Lucas Auer (Innsbruck, 11 settembre 1994) è un pilota automobilistico austriaco, nipote dell'ex pilota di Formula 1 Gerhard Berger. Nel 2019 ha fatto parte del Red Bull Junior Team, ora compete nel Deutsche Tourenwagen Masters (DTM) come pilota ufficiale della Mercedes.

## Carriera

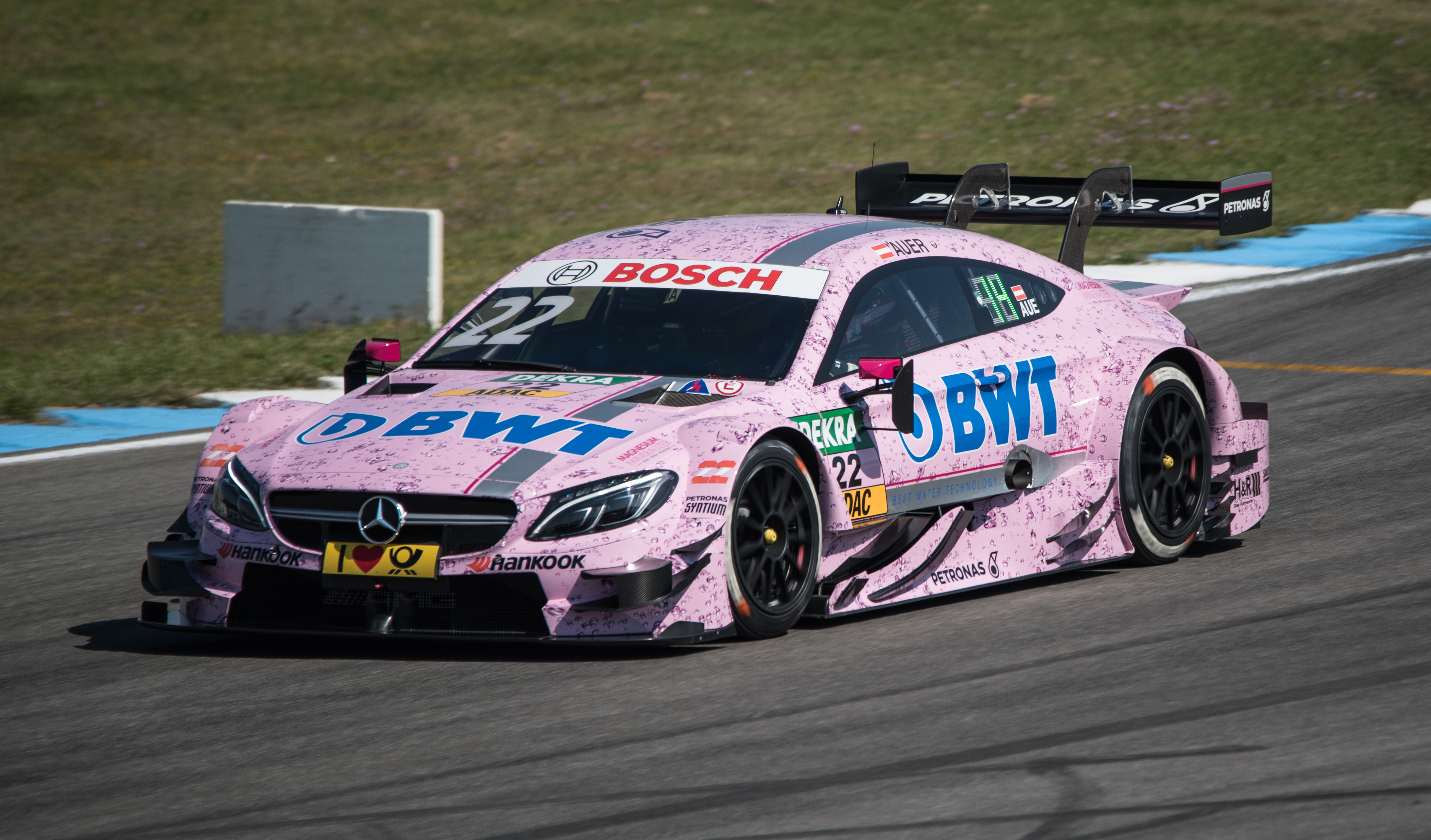
Lucas Auer su Mercedes-AMG C63 DTM al 2016

Nell'ottobre 2011 ha vinto il campionato JK Racing Asia Series. Nel 2012 è arrivato secondo nel campionato tedesco di Formula 3. Nel 2013 è arrivato terzo nel campionato Toyota Racing Series.
Dal 2015 al 2018 ha militato nel team Mercedes nel campionato Deutsche Tourenwagen Masters. Nel dicembre 2018 diventa membro del Red Bull Junior Team. Dal 2019 corre per il team B-MAX Motopark nel campionato Super Formula. Auer ottiene un podio e chiude nono in classifica.
Nel 2019 si è riconfermato sul gradino più basso del podio nel campionato Toyota Racing Series dietro a Liam Lawson e Marcus Armstrong. Nel 2020 torna a competere nel DTM questa volta con il marchio BMW. L'anno seguente continua nella serie tornando a guidare per la Mercedes, l'austriaco ritorna alla vittoria conquistando due gare ed chiude quinto in classifica.
Nel 2022 con la Mercedes-AMG GT3 Evo del Team Winward ottiene la vittoria nella prima gara della stagione a Portimao, due terzi posti e una seconda vittoria a Hockenheimring, penultimo appuntamento stagionale. Questi risultati portano Auer a lottare per il titolo contro la BMW M4 GT3 di Sheldon van der Linde fino al l'ultima gara, dove pero chiude settimo mentre il suo avversario diretto arriva terzo, l'austriaco si deve accontentare del secondo posto in classifica finale. L'anno seguente continua con il costruttore tedesco dove ottiene due podi, entrambi al Nürburgring e chiude nono in classifica, secondo tra i piloti della Mercedes.
Per la stagione 2024 rimane nella serie con il Mercedes-AMG Team Winward.

## Risultati

### Risultati WEC
| Anno    | Squadra | Classe | Vettura   | SIL | SPA | LMS | COA | FUJ | SHA | BHR | SÃO | Punti | Pos. |
| ------- | ------- | ------ | --------- | --- | --- | --- | --- | --- | --- | --- | --- | ----- | ---- |
| 2014    | Lotus   | LMP1   | CLM P1/01 |     |     |     | 15  |     | 14  |     | Rit | 1     | 24°  |
| Legenda |         |        |           |     |     |     |     |     |     |     |     |       |      |

### Risultati DTM
(legenda) (Le gare in grassetto indicano la pole position) (Le gare in corsivo indicano Gpv)
| Anno | Team               | Vettura                  | 1   | 2   | 3   | 4   | 5   | 6   | 7   | 8   | 9   | 10  | 11   | 12  | 13   | 14  | 15  | 16  | 17  | 18  | 19   | 20  | Punti | Pos. |
| ---- | ------------------ | ------------------------ | --- | --- | --- | --- | --- | --- | --- | --- | --- | --- | ---- | --- | ---- | --- | --- | --- | --- | --- | ---- | --- | ----- | ---- |
| 2015 | ART Grand Prix     | DTM AMG Mercedes C-Coupé | HOC | HOC | LAU | LAU | NOR | NOR | ZAN | ZAN | RBR | RBR | MSC  | MSC | OSC  | OSC | NÜR | NÜR | HOC | HOC |      |     | 8     | 23º  |
| 2015 | ART Grand Prix     | DTM AMG Mercedes C-Coupé | Rit | NP  | 21  | 21† | 15  | 9   | 17  | 20  | 21  | 6   | 13   | 19  | 15   | 17  | 6   | 19  | 16  | 19  |      |     | 8     | 23º  |
| 2016 | Team Mücke         | Mercedes-AMG C63 DTM     | HOC | HOC | RBR | RBR | LAU | LAU | NOR | NOR | ZAN | ZAN | MSC  | MSC | NÜR  | NÜR | HUN | HUN | HOC | HOC |      |     | 68    | 12º  |
| 2016 | Team Mücke         | Mercedes-AMG C63 DTM     | 17† | 15† | 21  | 16  | 7   | 1   | 13  | 5   | 12  | 9   | 18   | 10  | 7    | 2   | 15  | 15  | 18  | 16  |      |     | 68    | 12º  |
| 2017 | Motorsport BWT     | Mercedes-AMG C63 DTM     | HOC | HOC | LAU | LAU | HUN | HUN | NOR | NOR | MSC | MSC | ZAN  | ZAN | NÜR  | NÜR | RBR | RBR | HOC | HOC |      |     | 136   | 6º   |
| 2017 | Motorsport BWT     | Mercedes-AMG C63 DTM     | 1   | 4   | 1   | 10  | 12  | Rit | Rit | 2   | 6   | 8   | 15   | 14  | 1    | 13  | 8   | Rit | 8   | 10  |      |     | 136   | 6º   |
| 2018 | SILBERPFEIL Energy | Mercedes-AMG C63 DTM     | HOC | HOC | LAU | LAU | HUN | HUN | NOR | NOR | ZAN | ZAN | BRH  | BRH | MIS  | MIS | NÜR | NÜR | RBR | RBR | HOC  | HOC | 121   | 7º   |
| 2018 | SILBERPFEIL Energy | Mercedes-AMG C63 DTM     | 2   | 15  | 41  | 14  | 23  | SQ1 | 7   | 53  | 3   | 9   | 32   | 8   | Rit  | Rit | 11  | 18† | 6   | Rit | Rit1 | 16  | 121   | 7º   |
| 2020 | BMW Team RMR       | BMW M4 Turbo DTM         | SPA | SPA | LAU | LAU | LAU | LAU | ASS | ASS | NUR | NUR | NUR  | NUR | ZO   | ZO  | ZOL | ZOL | HOC | HOC |      |     | 51    | 12º  |
| 2020 | BMW Team RMR       | BMW M4 Turbo DTM         | 7   | 8   | 12  | 14  | 12  | 1   | 11  | 10  | 12  | 11  | 12   | 13  | 12   | 3   | 11  | Rit | 12  | 16  |      |     | 51    | 12º  |
| 2021 | Team Winward       | Mercedes-AMG GT3 Evo     | MNZ | MNZ | LAU | LAU | ZOL | ZOL | NÜR | NÜR | RBR | RBR | ASS  | ASS | HOC  | HOC | NOR | NOR |     |     |      |     | 152   | 5º   |
| 2021 | Team Winward       | Mercedes-AMG GT3 Evo     | 122 | 3   | 6   | 9   | 9   | 52  | 11  | 6   | 8   | 5   | 10   | 1   | Rit2 | 12  | 63  | 2   |     |     |      |     | 152   | 5º   |
| 2022 | Team Winward       | Mercedes-AMG GT3 Evo     | POR | POR | LAU | LAU | IMO | IMO | NOR | NOR | NÜR | NÜR | SPA  | SPA | RBR  | RBR | HOC | HOC |     |     |      |     | 152   | 2º   |
| 2022 | Team Winward       | Mercedes-AMG GT3 Evo     | 13  | 22  | 31  | 8   | Rit | 4   | Rit | 13  | 5   | 3   | Rit3 | 4   | 4    | 6   | 1   | 7   |     |     |      |     | 152   | 2º   |
| 2023 | Team Winward       | Mercedes-AMG GT3 Evo     | OSC | OSC | ZAN | ZAN | NOR | NOR | NÜR | NÜR | LAU | LAU | SAC  | SAC | RBR  | RBR | HOC | HOC |     |     |      |     | 110   | 9°   |
| 2023 | Team Winward       | Mercedes-AMG GT3 Evo     | 16  | 10  | 6   | Rit | 4   | 11  | 2   | 3   | 43  | 6   | Rit  | 15  | 15   | 11  | 15  | 8   |     |     |      |     | 110   | 9°   |
| 2024 | Team Winward       | Mercedes-AMG GT3 Evo     | OSC | OSC | LAU | LAU | ZAN | ZAN | NOR | NOR | NÜR | NÜR | SAC  | SAC | RBR  | RBR | HOC | HOC |     |     |      |     | 86*   |      |
| 2024 | Team Winward       | Mercedes-AMG GT3 Evo     | 6   | 11  | 4   | 10  | 5   | Rit | Rit | 10  | 43  | 12  | 12   | 13  | 7    | Rit |     |     |     |     |      |     | 86*   |      |

* Stagione in corso.

† Il pilota non ha finito la gara, ma ha completato il 75% della distanza.

### Risultati Super Formula
(legenda) (Le gare in grassetto indicano la pole position) (Le gare in corsivo indicano Gpv)
| Anno | Team               | 1     | 2      | 3     | 4       | 5     | 6     | 7      | Punti | Pos. |
| ---- | ------------------ | ----- | ------ | ----- | ------- | ----- | ----- | ------ | ----- | ---- |
| 2019 | B-MAX con Motopark | SUZ 7 | AUT 11 | SUG 3 | FUJ Rit | MOT 7 | OKA 5 | SUZ 11 | 14    | 9°   |